# Grijze zoetwaterpoliep
De grijze zoetwaterpoliep (Hydra circumcincta) is een hydroïdpoliep uit de familie Hydridae. De poliep komt uit het geslacht Hydra. Hydra circumcincta werd in 1914 voor het eerst wetenschappelijk beschreven door Schulze. 